# Vaccinium steyermarkii
Vaccinium steyermarkii är en ljungväxtart som beskrevs av J.L. Luteyn. Vaccinium steyermarkii ingår i Blåbärssläktet, och familjen ljungväxter. Inga underarter finns listade i Catalogue of Life.